# Louis Courthion
Louis Courthion, né au Châble le 2 février 1858 et mort à Genève le 16 novembre 1922, est un écrivain et journaliste suisse.

## Biographie
La famille Courthion est originaire du Châble, dans la vallée de Bagnes (Valais) ; Louis, fils d'Etienne Joseph (négociant) et de Marie Marguerite Brouchoud, vit au Châble jusqu'à l'âge de 16 ans, lorsque la faillite de son père lui fait interrompre ses études au collège de Saint-Maurice et quitter le Valais. À 17 ans, il est à Paris, où il « vivote d'humbles emplois : livreur, commis, saute-ruisseau », puis il reprend ses études et lit énormément. Il parvient ensuite à se faire engager par un journal, où il s'occupe de la rubrique des « chiens écrasés », ce qui lui donne des entrées partout (commissariats de police, assemblées politiques etc.). 
En 1890, il est engagé comme rédacteur à La Croix fédérale, organe de la colonie suisse de Paris ; puis il travaille pour Le Figaro et Le Siècle, tout en collaborant à L'Indépendance belge et La Flandre libérale. À 35 ans, il rentre en Suisse et s'installe à Lausanne, où il travaille pour la Feuille d'avis de Lausanne. En 1896, il fonde le Valais romand, journal valaisan bimensuel de littérature.
En 1898, à l'âge de 40 ans, il déménage à Genève, où il épouse Elisa Bocquet, qui a étudié à l'École des beaux-arts ; le couple aura deux enfants : Pierre, né en 1902, et Gabrielle, née en 1905. 
Louis trouve un travail au quotidien Le Genevois et se lie avec le fondateur de ce journal, Georges Favon, et avec l'écrivain Louis Duchosal. Il rédige des articles notamment pour la Tribune de Genève et le Journal de Genève. Dès 1911, il collabore à Le Confédéré, dont il assumera la rédaction en chef pendant la Première Guerre mondiale. 
Historien reconnu du canton du Valais, il a publié, en particulier, une étude Le Peuple du Valais en 1903. En 1915, il fonde avec des amis la Société d'Histoire du Valais romand. Il reste attaché jusqu'à la fin de sa vie à son canton natal et retourne souvent en Valais.
Franc-maçon, il a été membre de la loge genevoise « Fidélité et Prudence », à l'obédience de la Grande Loge suisse Alpina.
Son fils Pierre était critique d'art et a publié de nombreux ouvrages sur l'art et les peintres.
Louis est enseveli au cimetière des Rois de Genève.

## Sources
- Fonds : Louis Courthion (1832-1919) [0,4 mètre].  Cote : CH AEV, Louis Courthion. Sion : Archives de l'État du Valais (présentation en ligne).